# Farsetia somalensis
Farsetia somalensis là một loài thực vật có hoa trong họ Cải. Loài này được (Pax) Engl. ex Gilg & Benedict mô tả khoa học đầu tiên năm 1915.